# Микали, Сильвио
Сильвио Микали (итал. Silvio Micali; род. 13 октября 1954) — итальянский и американский учёный в области теории вычислительных систем, лауреат премии Тьюринга 2012 года.

## Биография
Микали окончил Римский университет Ла Сапиенца в 1972 году и поступил в Калифорнийский университет в Беркли, в котором под руководством Мануэля Блюма получил степень доктора философии по информатике в 1982 году. По окончании учёбы Микали пробыл год постдоком в Торонтском университете, после чего стал преподавать в Массачусетском технологическом институте, где и работает по сей день.
В 2007 году Микали стал членом Национальной академии наук США и Международной ассоциации криптологических исследований (англ. International Association for Cryptologic Research). Кроме того, Микали состоит в Американской академии искусств и наук и Национальной инженерной академии США.
В 2017 году Микали основал блокчейн-проект Algorand. В Algorand Микали курирует все исследования, включая теорию, безопасность и криптофинансирование.
Микали является лауреатом премии Гёделя (1993), а также премии Тьюринга (2012), которую получил вместе с Шафи Гольдвассер за вклад в развитие криптологии.

## Премии и награды
- 2017 — Премия BBVA Foundation Frontiers of Knowledge Award в области Информационно-коммуникационных технологий [5]
- 2012 — Премия Тьюринга за новаторские работы по вероятностному шифрованию[англ.] (в том числе, первую вероятностную криптосистему с открытым ключом) и работы по применению доказательств с нулевым разглашением в криптографических протоколах[6].
- 1993 — Премия Гёделя